# Piyabutr Cholvijarn
Piyabutr Cholvijarn (15 de noviembre de 1949) es un economista y político tailandés, en el gobierno provisional de Tailandia fue Viceministro de Industria.
Graduado en Económicas por la Universidad de Wisconsin y Máster en la de Columbia (Estados Unidos). De 1974 a 1976 fue profesor en la Real Academia Militar de Chulachomklao en Bangkok. Desde 1976 ha ocupado diversos cargos en la administración pública tailandesa, entre los que destacan puestos directivos con responsabilidad financiera y económica en el Union Bank de Bangkok y otras empresas públicas, así como en la Bolsa de Bangkok. Viceministro de Comercio en 2003, de Educación de 2003 a 2006 y de Industria hasta el golpe de Estado de septiembre de ese año, siendo nombrado de nuevo para el mismo cargo de Viceministro de Industria por Surayud Chulanont.
Véase también: Gobierno interino de Tailandia bajo control militar